# حنة (زوجة ألقانة)
حنة (بالعبرية: חַנָּה‏)، هي إحدى زوجات ألقانة ذُكرت في سفر صموئيل الأول، وهي أم النبي صموئيل.

## رواية الكتاب المقدس

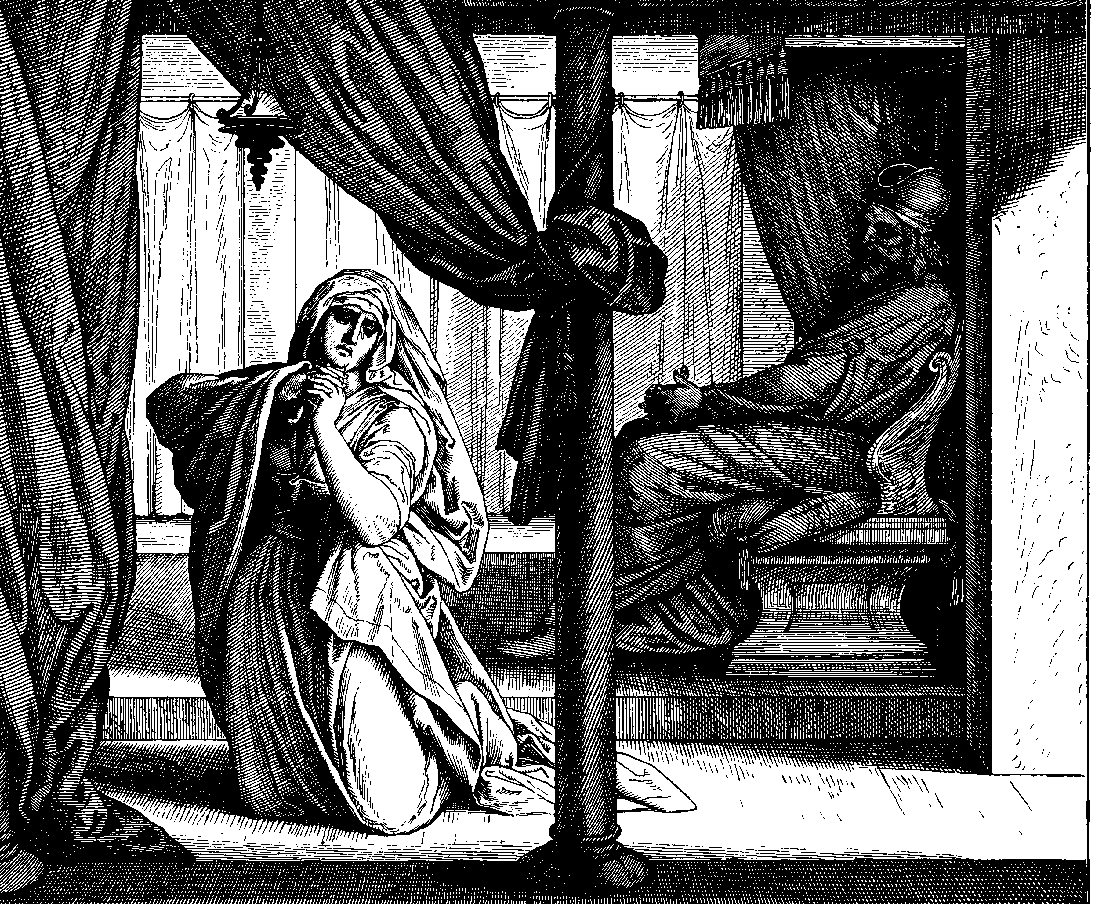
صلاة حنة، 1860 نقش خشبي بقلم يوليوس شنور فون كارلسفيلد.

حنة هي إحدى زوجات ألقانة، كانت حنة عاقرًا وظلت بلا أطفال. فتزج ألقانة امرأة أخرى وهي فننة وأنجب العديد من البنين والبنات منها، وفي قصة مشابهة لقصة سارة، ذهبت حنة إلى خيمة الرب في شيلوه للدعاء، فطمأنها عالي الكاهن قائلًا: «اذهبي بسلام وإله إسرائيل يعطيك سؤلك الذي سألته من لدنه»، وفي نفس السنة حملت حنة وولدت ابنًا وأسمته صموئيل قائلة: «لأني من الرب سألته»، وأخذ ألقانة وحنة الصبي صموئيل بعد فطامه إلى شيلوه وتركاه مع عالي الكاهن نذرًا للرب. وقد أنجبت حنة فيما بعد ثلاثة بنين غير صموئيل وبنتين.

## في الفن

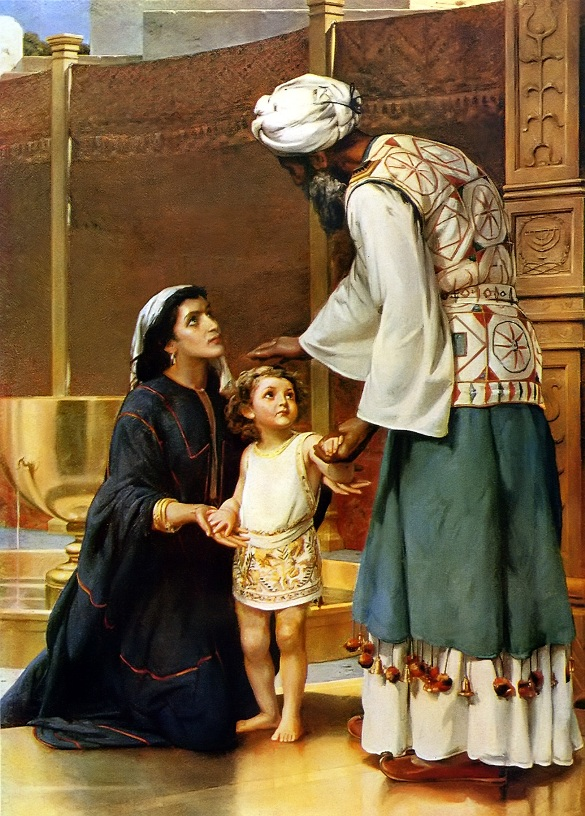
حنة تُكرس صموئيل لمعبد الرب، بريشة فرانك دبليو توبهام.

رسم ويليام ويليس نافذة زجاجية ملونة تصور حنة وصموئيل وعالي في كنيسة القديسة مريم العذراء في آمبليسايد ببريطانيا.